# Chí Linh
Chí Linh est une ville  de la  province de Hải Dương dans la région du delta du Fleuve Rouge au Vietnam.

## Géographie
En 2010, le district de Chí Linh a été transformé en ville de niveau district et en 2019, la ville de Chi Linh est devenue la deuxième ville provinciale de la province de Hải Dương.
Chi Linh a une superficie de 282 km2. 
Son chef-lieu est Sao Đỏ'. 
En 2019, sa population est de 220 421 habitants. 